# ليسور فيلدج إيست (نيوجيرسي)
ليسور فيلدج إيست (بالإنجليزية: Leisure Village East CDP, New Jersey)‏ هي قرية تقع بولاية نيوجيرسي في الولايات المتحدة. تبلغ مساحتها 3.876 كم2، وترتفع عن سطح البحر 19 م، بلغ عدد سكانها 4,217 نسمة في عام 2010 حسب إحصاء مكتب تعداد الولايات المتحدة وتصل الكثافة السكانية فيها 1,088 نسمة لكل كيلومتر مربع (2,817.9/ميل2).

## التركيبة السكانية
حدّد مكتب تعداد الولايات المتحدة بيانات التركيبة السكانية لليسور فيلدج إيست في تعداد الولايات المتحدة. في ما يلي، التركيبة السكانية حسب تعدادي 2000 و2010.

### تعداد عام 2000
بلغ عدد سكان ليسور فيلدج إيست 4,597 نسمة بحسب تعداد عام 2000، وبلغ عدد الأسر 2,826 أسرة وعدد العائلات 1,573 عائلة مقيمة في القرية. في حين سجلت الكثافة السكانية 1,186 نسمة لكل كيلومتر مربع (3,071.7/ميل2). وبلغ عدد الوحدات السكنية 3,035 وحدة بمتوسط كثافة قدره 783 لكل كيلومتر مربع (2,028.0/ميل2).
وتوزع التركيب العرقي للقرية بنسبة 99.22% من البيض و0.33% من الأمريكيين الأفارقة و0.17% من الأمريكيين ذوي الأصول الآسيوية و0.02% من الأعراق الأخرى و0.26% من عرقين مختلطين أو أكثر و1.07% من الهسبانيون أو اللاتينيون من أي عرق.
بلغ عدد الأسر 2,826 أسرة كانت نسبة 0.3% منها لديها أطفال تحت سن الثامنة عشر تعيش معهم، وبلغت نسبة الأزواج القاطنين مع بعضهم البعض 51.6% من أصل المجموع الكلي للأسر، ونسبة 3.6% من الأسر كان لديها معيلات من الإناث دون وجود شريك،  بينما كانت نسبة 0.5% من الأسر لديها معيلون من الذكور دون وجود شريكة وكانت نسبة 44.3% من غير العائلات. تألفت نسبة 41.5% من أصل جميع الأسر من عدة أفراد يعيشون في نفس المنزل ونسبة 35.5% كانت تتألف من شخص يعيش بمفرده يبلغ من العمر 65 عاماً أو أكثر. وبلغ متوسط حجم الأسرة المعيشية 1.63، أما متوسط حجم العائلات فبلغ 2.07.
بلغ العمر الوسطي للسكان 70.6 عاماً. وكانت نسبة 0.3% من القاطنين تحت سن الثامنة عشر، وكانت نسبة 0.6% بين الثامنة عشر والرابعة والعشرين عاماً، ونسبة 2.3% كانت واقعةً في الفئة العمرية ما بين الخامسة والعشرين والرابعة والأربعين عاماً، ونسبة 22.1% كانت ما بين الخامسة والأربعين والرابعة والستين، ونسبة 74.8% كانت ضمن فئة الخامسة والستين عاماً فما فوق. يوجد لكل 100 أنثى 66.7 ذكر، ويوجد لكل 100 أنثى في الثامنة عشر من عمرها فما فوق 66.8 ذكر.
بلغ متوسط دخل الأسرة في القرية 34,402 دولارًا، أما متوسط دخل العائلة فبلغ 50,510 دولارًا. وكان متوسط دخل الذكور 50,833 دولارًا مقابل 32,574 دولارًا للإناث. وسجل دخل الفرد الخاص بالقرية 28,879 دولارًا. وكانت نسبة 0.5% من العائلات ونسبة 2.2% من السكان تحت خط الفقر، وكان من هؤلاء نسبة 0% تحت سن الثامنة عشر ونسبة 2.7% في الخامسة والستين من العمر وما فوق.

### تعداد عام 2010
بلغ عدد سكان ليسور فيلدج إيست 4,217 نسمة بحسب تعداد عام 2010، وبلغ عدد الأسر 2,743 أسرة وعدد العائلات 1,252 عائلة مقيمة في القرية. في حين سجلت الكثافة السكانية 1,088 نسمة لكل كيلومتر مربع (2,817.9/ميل2). وبلغ عدد الوحدات السكنية 3,057 وحدة بمتوسط كثافة قدره 788.7 لكل كيلومتر مربع (2,042.7/ميل2).
وتوزع التركيب العرقي للقرية بنسبة 97.27% من البيض و1.47% من الأمريكيين الأفارقة و0.05% من الأمريكيين الأصليين و0.64% من الأمريكيين ذوي الأصول الآسيوية و0.24% من الأعراق الأخرى و0.33% من عرقين مختلطين أو أكثر و2.70% من الهسبانيون أو اللاتينيون من أي عرق.
بلغ عدد الأسر 2,743 أسرة كانت نسبة 0.7% منها لديها أطفال تحت سن الثامنة عشر تعيش معهم، وبلغت نسبة الأزواج القاطنين مع بعضهم البعض 39.8% من أصل المجموع الكلي للأسر، ونسبة 4.7% من الأسر كان لديها معيلات من الإناث دون وجود شريك،  بينما كانت نسبة 1.2% من الأسر لديها معيلون من الذكور دون وجود شريكة وكانت نسبة 54.4% من غير العائلات. تألفت نسبة 50.9% من أصل جميع الأسر من عدة أفراد يعيشون في نفس المنزل ونسبة 44.4% كانت تتألف من شخص يعيش بمفرده يبلغ من العمر 65 عاماً أو أكثر. وبلغ متوسط حجم الأسرة المعيشية 1.54، أما متوسط حجم العائلات فبلغ 2.09.
بلغ العمر الوسطي للسكان 75.2 عاماً. وكانت نسبة 0.6% من القاطنين تحت سن الثامنة عشر، وكانت نسبة 0.7% بين الثامنة عشر والرابعة والعشرين عاماً، ونسبة 2.7% كانت واقعةً في الفئة العمرية ما بين الخامسة والعشرين والرابعة والأربعين عاماً، ونسبة 16.1% كانت ما بين الخامسة والأربعين والرابعة والستين، ونسبة 79.9% كانت ضمن فئة الخامسة والستين عاماً فما فوق. وتوزع التركيب الجنسي للسكان بنسبة 38.7% ذكور و61.3% إناث.